# Sons of Apollo
Sons of Apollo (с англ. — «Сыновья Аполлона») — американская прогрессив-метал-супергруппа, основанная в 2017 году и состоящая из барабанщика Майка Портного, басиста Билли Шихэна, клавишника Дерека Шериняна, вокалиста Джеффа Скотта Сото и гитариста Рона Бамблфута Таля.

## История
Шеринян и Портной вместе играли в прогрессив-метал-группе Dream Theater, из которой Шериниан был уволен в 1999 году, а Портной позже ушёл в 2010 году. Шихан и Портной основали рок-группу The Winery Dogs вместе с бывшим товарищем Шихана по группе Mr. Big Ричи Коценом. Портной, Шихан и Шеринян также работали вместе над непродолжительно существовавшим «живым» инструментальным проектом с Тони Макалпином под названием PSMS. Из-за этого Портной считает Макалпина частью истории Sons of Apollo, а также «частью большой семьи». Во время гастролей Шеринян попросил Портного присоединиться к нему в качестве постоянного участника. Когда график Портного это позволял, он согласился и предложил Сото и Бамблфуту завершить состав, поскольку ранее работал с Бамблфутом над Metal Allegiance и знал Сото после того, как его сольная группа открыла несколько шоу The Winery Dogs в Южной Америке. В нескольких интервью участники настаивали на том, что супергруппа — это постоянная группа, а не просто сайд-проект.
Название группы было предложено Шериняном после того, как он пролистывал список предложений Портного и увидел среди них слово «Apollo» с англ. — «Аполлон». Итоговое название было выбрано из-за того, что Аполлон был богом музыки. Но поскольку группа подозревала, что может существовать еще одна группа под названием Apollo, они подумали о возможных вариациях, и именно так было выбрано их название.
Их дебютный альбом Psychotic Symphony был спродюсирован Портным и Шериняном (под названием «Братья Дель Фувио») и выпущен 20 октября 2017 года на лейбле Inside Out Music. 30 августа 2019 года группа выпустила свой первый концертный альбом Live with Plovdiv Psychotic Symphony, записанный в Пловдивском античном театре в Пловдиве, Болгария. Их второй альбом MMXX вышел 17 января 2020 года.

## Участники
- Джефф Скотт Сото — ведущий вокал, акустическая гитара
- Рон Бамблфут Таль — гитары, бэк-вокал
- Билли Шихэн — бас-гитара, бэк-вокал
- Дерек Шеринян — клавишные, бэк-вокал, струнные аранжировки
- Майк Портной — ударные

## Дискография
Студийные альбомы
- Psychotic Symphony (2017)
- MMXX (2020)

Концертные альбомы
- Live with the Plovdiv Psychotic Symphony (2019)

Мини-альбомы
- Alive/Tengo Vida (2018)

Синглы
- «Signs of the Time» (2017)
- «Coming Home» (2017)
- «Just Let Me Breathe (концертная запись)» (2019)
- «Labyrinth (концертная запись)» (2019)
- «Goodbye Divinity» (2019)
- «Fall to Ascend» (2019)
- «Desolate July» (2020)
- «Asphyxiation» (2020)